# 中央军委国际军事合作办公室履约事务局
中央军委国际军事合作办公室履约事务局，位于北京市，是中央军事委员会国际军事合作办公室下属局，负责履行《禁止化学武器公约》事务。

## 沿革
1997年，《禁止化学武器公约》生效，中国成为该公约的原始缔约国。1998年，中国人民解放军防化学院履约事务办公室成立，隶属中国人民解放军防化学院。后改为中国人民解放军防化学院履约事务部。
1998年成立后，防化学院履约事务办公室仅用四个月便按照《禁止化学武器公约》的规定建成了一个分析化学实验室。1999年8月，履约事务办公室分析化学实验室被禁化武组织指定为国际核查实验室并且名列榜首。1999年，中日两国签署《关于销毁中国境内日本遗弃化学武器的备忘录》，中国政府同意在境内销毁日遗化武。防化学院履约事务部承担了该任务。2003年3月13日，履约事务部首任10千克实验室设施代表郁建兴在参加联合国伊拉克核查任务时因车祸殉职。
2008年起，防化学院履约事务部为国际禁化武组织培训了多期国际学员。2013年9月9日，新任联合国禁化武组织总干事尤祖姆居访问防化学院。
在深化国防和军队改革中，2016年1月组建中央军委国际军事合作办公室。中央军委国际军事合作办公室新设中央军委国际军事合作办公室履约事务局。2017年1月，在春节前夕，中央军委委员、国务委员兼国防部长常万全来到军委国防动员部民兵武器装备陈列馆和军委国际军事合作办公室履约事务局调研慰问。

## 历任领导
| 中央军委国际军事合作办公室履约事务局局长 1. [[]] 大校（2016年—） | 中央军委国际军事合作办公室履约事务局副局长 - [[]] 大校（2016年—） |